# Disperato aprile
Disperato aprile (Abril despedaçado) è un film del 2001 diretto da Walter Salles, tratto dal romanzo Aprile spezzato dello scrittore albanese Ismail Kadaré.
A dispetto dell'ambientazione originaria del libro, cioè l'Albania prima del comunismo, la vicenda prende invece corpo nel contesto politico-sociale del Brasile rurale d'inizio Novecento.

## Trama
La storia ruota intorno a Tonho, un giovane che deve vendicare, in nome della famiglia, l'uccisione del fratello. Non è del tutto convinto di quello che si accinge a fare, ma la maledetta tradizione lo incalza a compiere quello che sarebbe "giusto" fare. Come contorno alla trama principale vi sono situazioni strampalate buttate qua e là in modo apparentemente caotico: artisti di strada, il lavoro della canna da zucchero, la veglia dei morti...